# E.J. Bonilla
Edward Joshua 'E.J.' Bonilla (New York, 8 september 1988) is een Amerikaans acteur van Puerto Ricaanse afkomst. 
Bonilla is het meest bekend van zijn rol als Rafe Rivera in de televisieserie Guiding Light waar hij in 158 afleveringen speelde.

## Filmografie

### Films
Uitgezonderd korte films.
- 2023 The Exorcist: Believer - als pastoor Maddox
- 2019 Gemini Man - als Marino
- 2019 The Kitchen - als Gonzalo Martinez
- 2016 First Frame: The Emerging Latino Filmmakers - als gast
- 2013 Bad Management - als Ramon
- 2013 The House That Jack Built – als Jack
- 2012 Four – als Dexter
- 2011 Musical Chairs – als Armando
- 2011 Mamitas – als Jordin Juarez
- 2011 The Mortician – als Noah
- 2011 Yelling to the Sky – als Rob Rodriguez
- 2009 Don't Let Me Drown – als Lalo
- 2006 The Ron Clark Story – als spaanse jongen

### Televisieseries
Uitgezonderd eenmalige gastrollen.
- 2022 The Old Man - als Raymond Waters - 7 afl.
- 2018 Bull - als Rodrigo - 6 afl.
- 2018 Insecure - als Beat Crew jongen - 2 afl.
- 2018 Colony - als Harris - 3 afl.
- 2017 The Long Road Home - als Shane Aguero - 8 afl.
- 2016 Silent Seconds - als Dude - 3 afl.
- 2016 Younger - als Hector - 2 afl.
- 2015 - 2016 Unforgettable - als Denny Padilla - 13 afl.
- 2012 Revenge – als Marco Romero – 2 afl.
- 2007 – 2009 Guiding Light – als Rafe Rivera – 158 afl.